# Ora Namir
Ora Namir z domu Tojew (hebr.: אורה נמיר, ur. 1 września 1930 w Haderze, zm. 7 lipca 2019 w Tel Awiwie) – izraelska urzędniczka, działaczka społeczna, polityk i dyplomata, w 1992 minister ochrony środowiska, w latach 1992–1996 minister opieki społecznej, w latach 1974–1996 poseł do Knesetu z list Koalicji Pracy Partia Pracy, ambasador w Chinach i Mongolii. Żona Mordechaja Namira.

## Życiorys
Urodziła się 1 września 1930 w Haderze w ówczesnym Brytyjskim Mandacie Palestyny jako Ora Tojew. W 1936 jej rodzina przeniosła się do moszawu Chogla, gdzie uczęszczała do szkoły.
Podczas wojny o niepodległość Izraela służyła w wojsku jako oficer.
Ukończyła seminarium w Giwat ha-Szelosza oraz Kolegium Nauczycielskie Lewinskiego, a następnie studia klasyczne oraz literaturę angielską na Hunter College w Nowym Jorku.
Pracowała jako sekretarz frakcji parlamentarnej Mapai, a także koalicji rządowej w drugim Knesecie (1951–1955). Była także sekretarzem izraelskiej delegacji przy ONZ.
W 1959 poślubiła, starszego o trzydzieści trzy lata, Mordechaja Namira (1897–1975), wówczas ministra pracy i posła do Knesetu z Mapai, późniejszego burmistrza Tel Awiwu.
W latach 1967–1979 kierowała telawiskim oddziałej kobiecej organizacji Na’amat, związanej z ruchem syjonizmu socjalistycznego.
W wyborach parlamentarnych w 1973 po raz pierwszy dostała się do izraelskiego parlamentu z listy Koalicji Pracy. W ósmym Knesecie zasiadała w komisjach służby publicznej oraz edukacji i kultury. W latach 1975–1978 była przewodniczącą Komitetu przy Premierze ds. Badania Statusu Kobiet w Izraelu oraz główną autorką podsumowującego działalność specjalnego raportu.

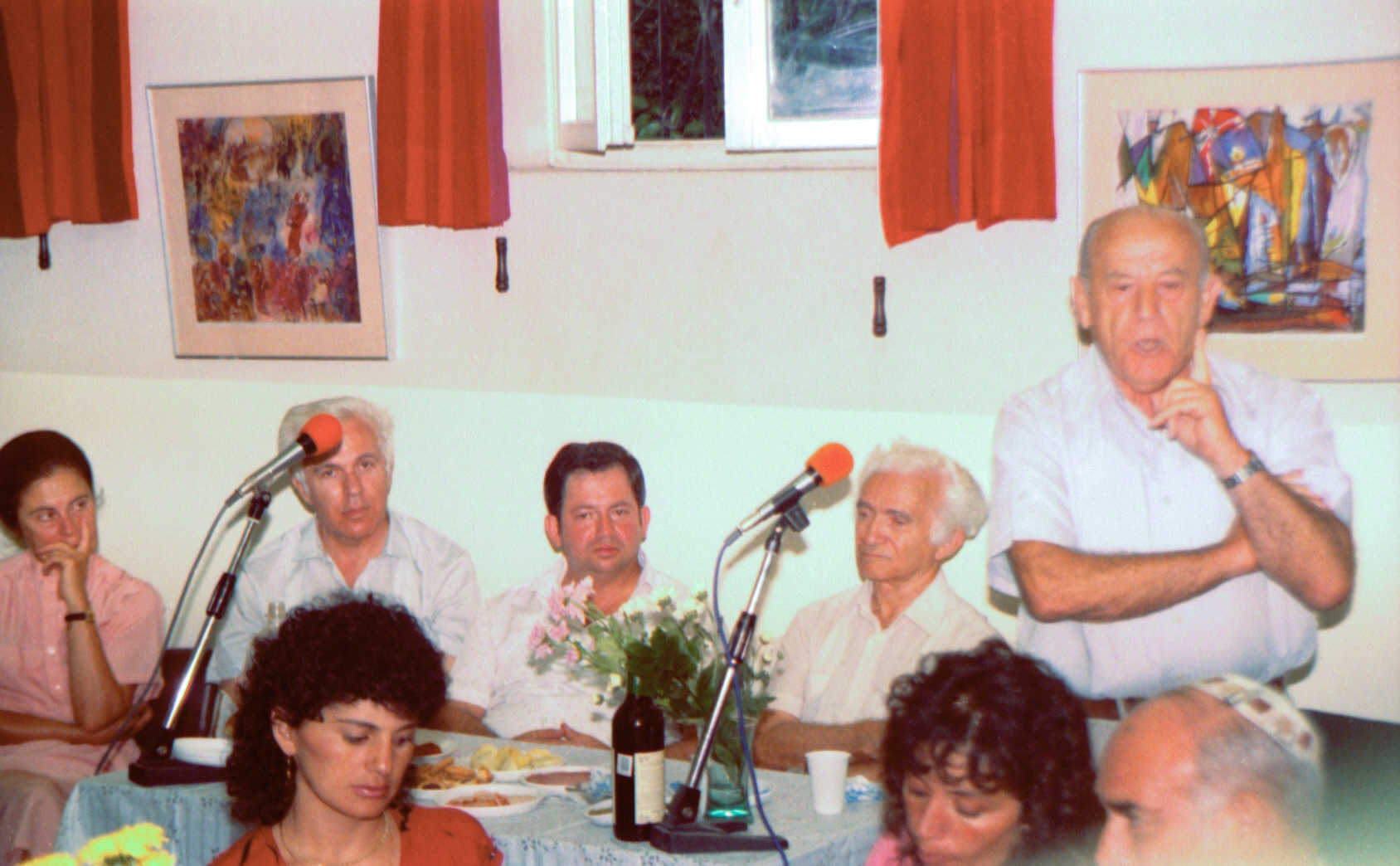
Ora Namir, Baruch Halkaj, Jechi’el Leket, Zalman Chen i Josef Almogi (ok. 1980)

W 1977 uzyskała reelekcję, a w Knesecie dziewiątej kadencji przewodniczyła komisji edukacji i kultury oraz komitetowi wspólnemu ds. przestępczości wśród nieletnich. Była także członkiem komisji kontroli państwa. W wyborach w 1981 ponownie została wybrana posłem. W dziesiątym Knesecie ponownie przewodniczyła komisji edukacji i kultury i zasiadała w komisji kontroli państwa, ponadto była przewodniczącą podkomisji sportu. W 1984 ponownie zdobyła mandat poselski, by w Knesecie XI kadencji stanąć na czele komisji pracy i opieki społecznej. Przewodniczyła jej także w dwunastym Knesecie po sukcesie wyborczym w 1988. W trakcie kadencji doszło do przekształcenia Koalicji Pracy w unitarną Partię Pracy (dotychczas głównego członka sojuszu).
Zasiadała w komitecie centralnym Partii Pracy, a w 1992, po zakończeniu kadencji Szimona Peresa stanęła do walki o przywództwo partii z Peresem, Icchakiem Rabinem i Jisra’elem Kesarem. Zajęła w niej ostatnie miejsce, a nowym liderem laburzystów został Rabin. W wyborach w czerwcu tego roku uzyskała reelekcję. 13 lipca weszła w skład nowo powołanego rządu Icchaka Rabina jako minister ochrony środowiska. Pozostała na stanowisku do 31 grudnia, kiedy zastąpił ją Josi Sarid, Namir zaś objęła kierownictwo nad Ministerstwem Opieki Społecznej, kierowanym dotąd przez premiera. Nową funkcję pełniła również po zabójstwie Rabina i powołaniu nowego rządu, na którego czele stanął Szimon Peres. 21 maja 1996 zrezygnowała ze stanowiska ministerialnego oraz miejsca w trzynastym Knesecie, by zostać pierwszym w historii ambasadorem Izraela w Chinach oraz w Mongolii. Zwolniony mandat poselsko objął po niej Cewi Nir. Na stanowisku ambasadora pozostała do 2000 roku.
Po powrocie do Izraela przystąpiła do nowego ugrupowania Amira Pereca – Am Echad. Wystartowała w wyborach w 2003 z piątego miejsca na liście ugrupowania, któremu jednak udało się zdobyć tylko trzy mandaty.
Była autorką artykułów w izraelskiej prasie.
Zmarła 7 lipca 2019 w Tel Awiwie.